# Evangelische Kirche (Endenburg)

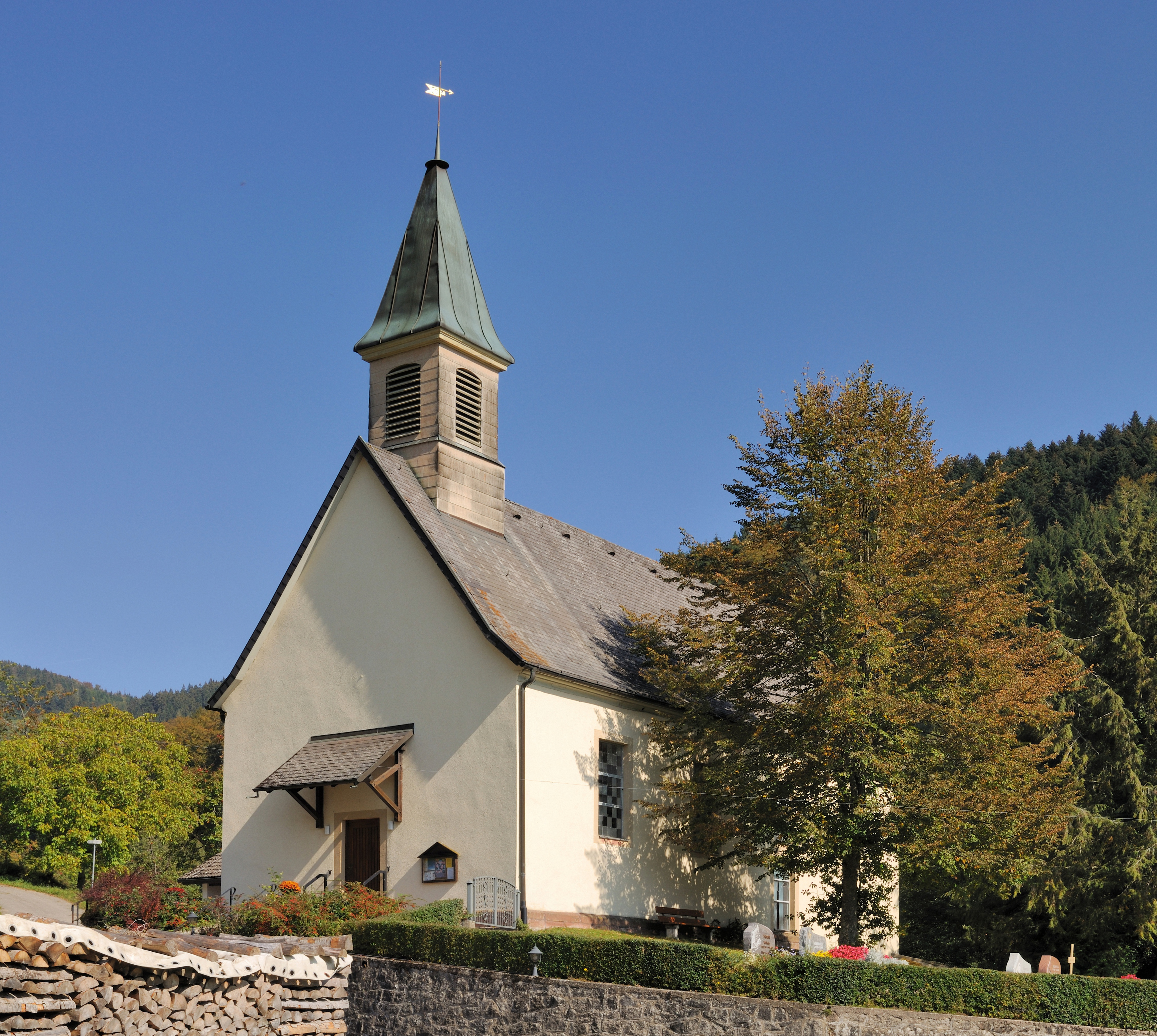
Evangelische Kirche Endenburg

Die Evangelische Kirche Endenburg im Ortsteil Endenburg der Gemeinde Steinen wurde im 17. oder 18. Jahrhundert erbaut. Eine Vorgängerkirche wurde im 14. Jahrhundert erstmals schriftlich gesichert genannt.

## Geschichte
Nachdem bereits 1275 ein Geistlicher erstmals für Endenburg (Rud. Plebanus in Entenburch) genannt wurde, wird eine Kirche (ecclesia Entenburg) in den Jahren 1360 bis 1370 zum ersten Mal in Schriften genannt. Bis 1493 fungierte die Kirche, die dem heiligen Germanus geweiht war, als eigenständige Pfarrkirche, diente danach jedoch als Filialkirche von Tegernau. Über Größe und Aussehen dieser Kirche ist nichts bekannt. Das heutige Gotteshaus wurde im 17. oder 18. Jahrhundert errichtet und im 19. Jahrhundert umgebaut.

## Beschreibung

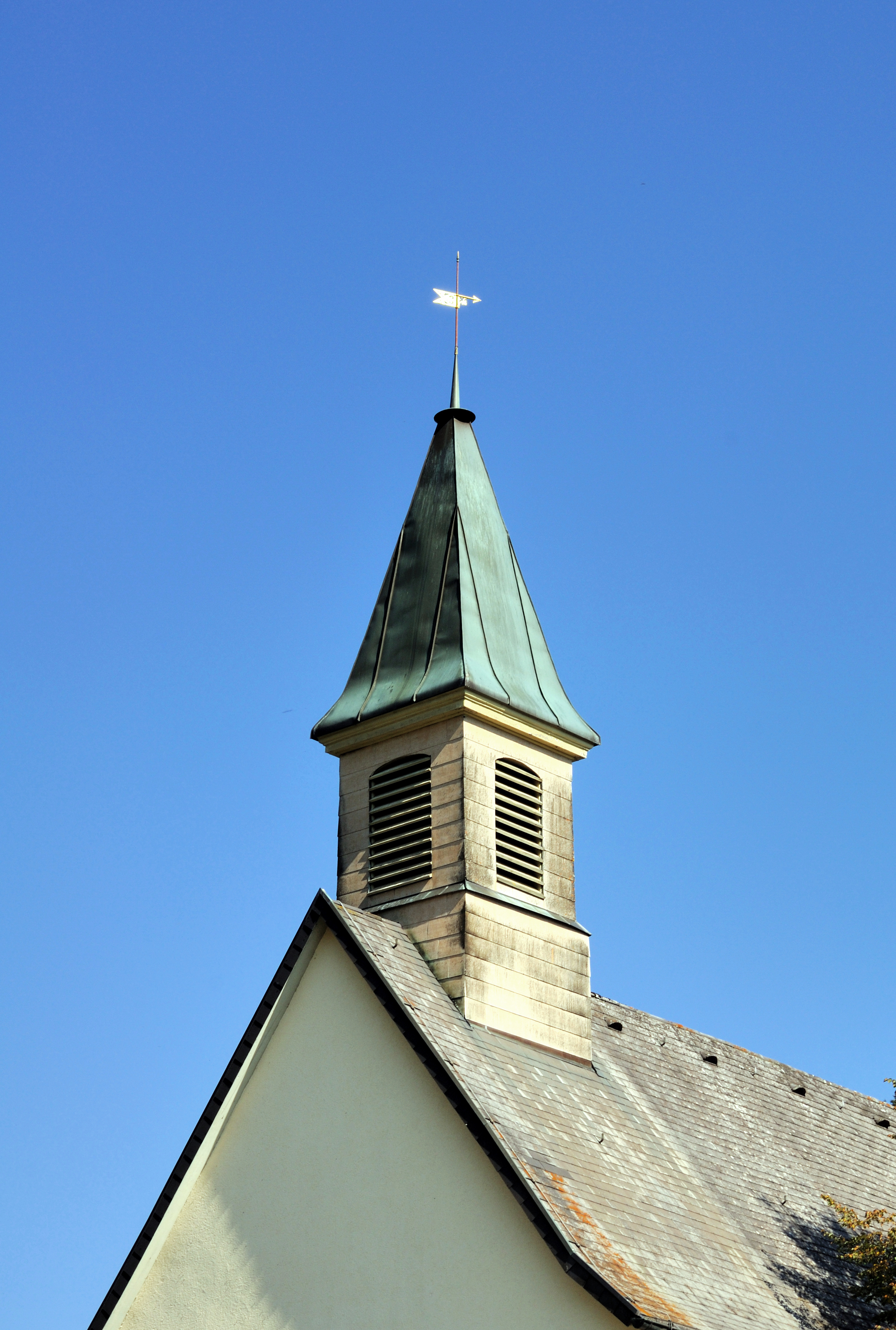
Dachreiter

Die Endenburger Kirche steht am nördlichen Ortsrand neben dem Friedhof. Der rechteckige Saalbau hat an seinen Längsseiten rechteckige Fenster und ist über ein Satteldach gedeckt. An der Westseite befindet sich der über ein Pultdach geschützte Haupteingang. An der Südseite befindet sich zusätzlich ein Seiteneingang. Zur Westseite erhebt sich über dem Dach ein rechteckiger Dachreiter, der von einer vierseitigen Pyramide und einem Wetterhahn bekrönt wird. Der Dachreiter hat zu allen Seiten Klangarkaden, die über Segmentbögen abgeschlossen werden.
In den 1970er Jahren wurde auf der Nordseite der Kirche ein Anbau erstellt, der Funktionsräume enthält.
Die Kirche verfügt über zwei Bronzeglocken. Die größere es′′-Glocke goss  1828 die Basler Firma Schnegg, die kleinere ges′′-Glocke stammt von der Glockengießerei Bachert aus Karlsruhe aus dem Jahr 1927. Die Orgel wurde 1899 von der Werkstatt Merklin in Freiburg erbaut. Das ursprünglich in der Chorempore platzierte Instrument wurde 1967 an die seitliche Empore versetzt und 1973 mit neuem Werk ausgestattet. Es besitzt eine mechanische Traktur, ein Manual, Pedal und sieben Register.